# Mali Kal, Ivančna Gorica
Mali Kal (do leta 1953 Farški Kal) je naselje v Občini Ivančna Gorica.